# Marneuli
Marneuli (georgisch მარნეული) ist Verwaltungssitz der gleichnamigen Munizipalität in der Region Niederkartlien im südöstlichen Georgien.

## Geografie
Die Stadt liegt nahe der Grenze zu Aserbaidschan und Armenien. Sie hat 20.211 Einwohner (Stand 2014) und wird mehrheitlich von Angehörigen der Turkvölker bewohnt: Aserbaidschaner und Karapapaken (auch Terekeme genannt) stellen 83,1 % der Bevölkerung. Die aserbaidschanische Minderheit setzt sich – im Gegensatz zu vielen Armeniern in Dschawachetien – nicht für eine Sezession von Georgien ein. Die aserbaidschanische Regierung sowie nationalistische Kräfte in Aserbaidschan stellen die territoriale Integrität Georgiens nicht in Frage.

## Geschichte
Bis 1736 war Marneuli Hauptstadt des Sultanats Bortschali. Bis 1947 trug die Stadt selbst den Namen Bortschali. Er stammt aus der aserbaidschanischen Sprache und war zugleich der Name einer umliegenden historischen Landschaft, die die heutigen Munizipalitäten Marneuli, Gardabani und Bolnissi umfasste.
Die georgische Luftwaffe betreibt nahe Marneuli den Militärflugplatz Tiflis Marneuli. Im Kaukasus-Konflikt 2008 war der Flughafen das Ziel russischer Luftangriffe. Am 8. August wurden dabei vier Menschen getötet und fünf verletzt.

## Religion
Die stärkste Konfession in der Stadt ist die islamische Schia. Unter der Herrschaft der persischen Safawiden war sie in Marneuli Staatsreligion. Das religiöse Zentrum der Stadt ist heute die Ahli-Beyt-Stiftung, die von einem iranischen Geistlichen, einem Mudschahed, geführt wird. Neben der Lehre heiliger Texte bietet die Stiftung auch Englisch-, Informatik- und Georgischkurse an.
Im Mai 2016 wohnte Ajatollah Sayyid Jawad Sahrestani, der Iran-Vertreter von Ali as-Sistani, der Eröffnung einer neuen Moschee sowie eines Krankenhauses in Marneuli bei.

## Verkehr
Die Stadt besitzt einen Bahnhof an der Strecke Tiflis–Jerewan. Eine ehemals von hier abzweigende Strecke nach Kasreti ist stillgelegt.